# ماهی پورگی
ماهی پورگی (نام علمی: Archosargus rhomboidalis) نام یک گونه از تیره شانک‌ماهیان است.